# 红痘荔枝螺
红痘荔枝螺（学名：Thais alouina），是新腹足目骨螺科Thais的一种。主要分布于中国大陆，常栖息在低潮线以下。